# Haakbandgrasmineermot
De haakbandgrasmineermot (Elachista pomerana) is een nachtvlinder uit de familie grasmineermotten (Elachistidae).
De spanwijdte van de vlinder bedraagt tussen de 8 tot 10 millimeter.
De soort komt voor in Europa. In Nederland is de soort zeer zeldzaam, uit België is de soort niet bekend.

## Waardplanten
De haakbandgrasmineermot gebruikt diverse grassen als waardplant.